# Lago di Fregabolgia
Il lago di Fregabolgia è un lago artificiale che si trova in Val Brembana, nelle Alpi Orobie, in territorio amministrativo di Carona, in provincia di Bergamo.

## Descrizione
Adagiato in una conca naturale posta nei pressi della testata della vallata a monte dell'abitato di Carona e compresa tra le cime del Pizzo del Diavolo di Tenda e dei monti Aga, Grabiasca, Madonnino e Cabianca, ha origine da una diga artificiale, costruita nel 1953, lunga oltre 190 metri ed alta quasi 60, che permette di creare un invaso con capacità di 4.680.000 metri cubi d'acqua.
Le acque del lago, provenienti dallo scioglimento delle nevi e dalle frequenti precipitazioni, vengono quindi utilizzate per produrre energia elettrica ed immesse, attraverso una galleria, nel Lago di Sardegnana.
La via più agevole per raggiungere il lago è la traccia, indicata con il segnavia del CAI numero 210, che su sede ampia e carrozzabile sale da Carona, raggiunge la caratteristica frazione di Pagliari ed arriva al rifugio Fratelli Calvi, posto a poca distanza dal lago stesso.
Alternativamente si può prendere il sentiero contrassegnato con la numerazione 247 che si snoda parallelamente senza comunque modificare il punto di partenza e quello d'arrivo.
Il lago si trova inoltre sul percorso del Sentiero delle Orobie, principale sentiero delle Alpi Orobie che unisce gran parte dei rifugi della zona.

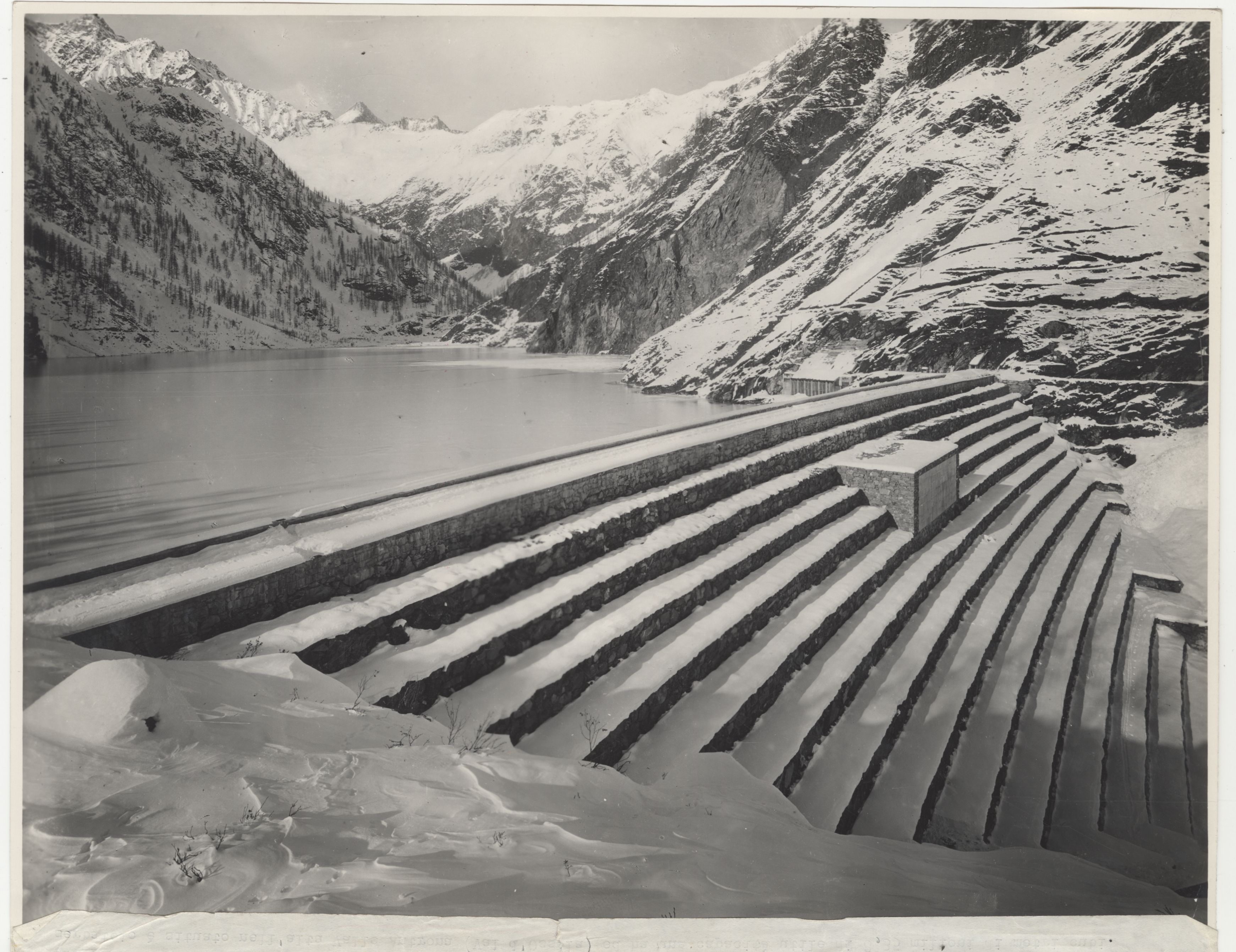
La diga in costruzione nell'inverno del 1953 in una immagine dell'Archivio storico del Touring Club Italiano
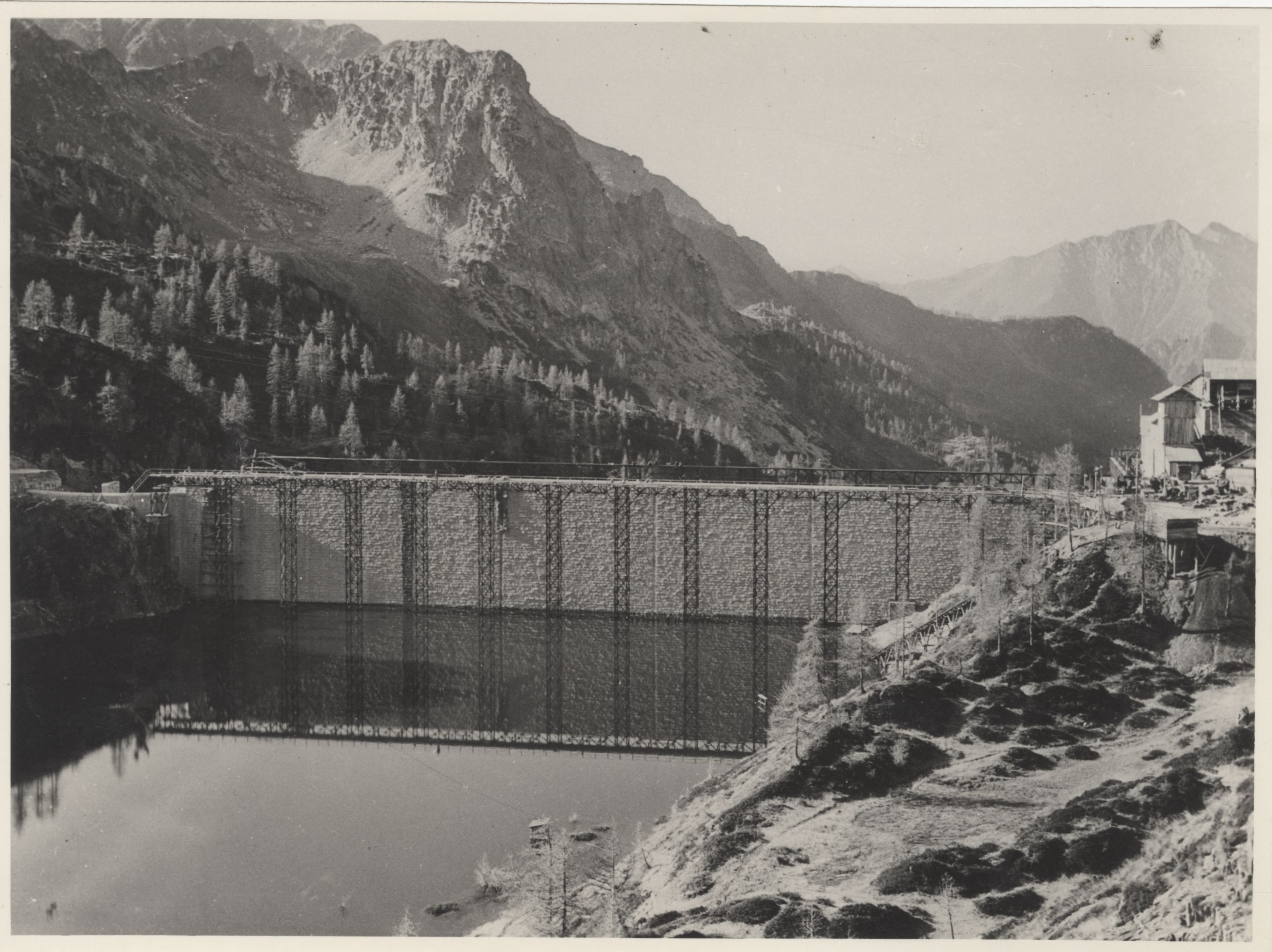
La diga nel 1954 in una immagine dell'Archivio storico del Touring Club Italiano
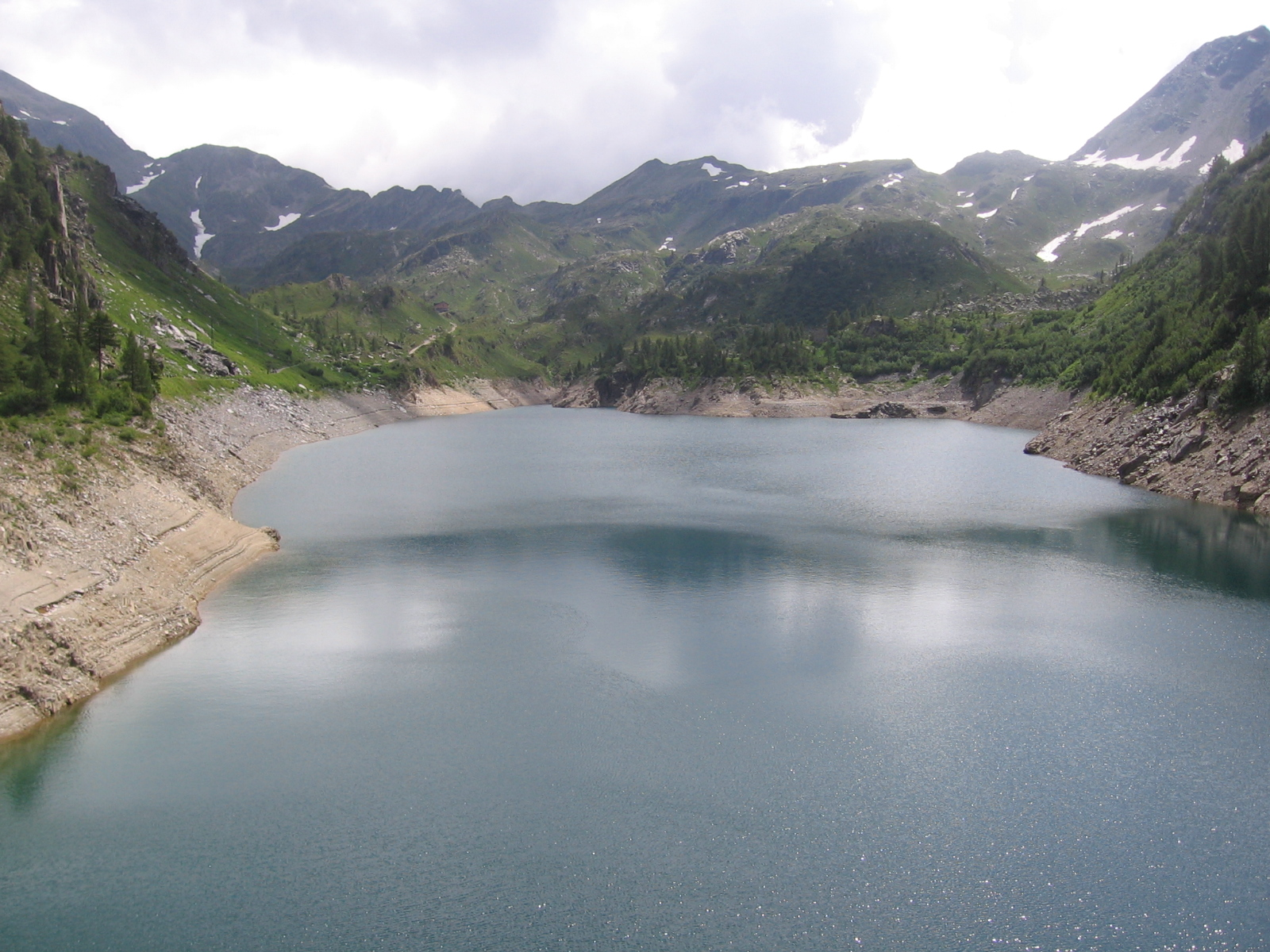
Il lago visto dalla diga
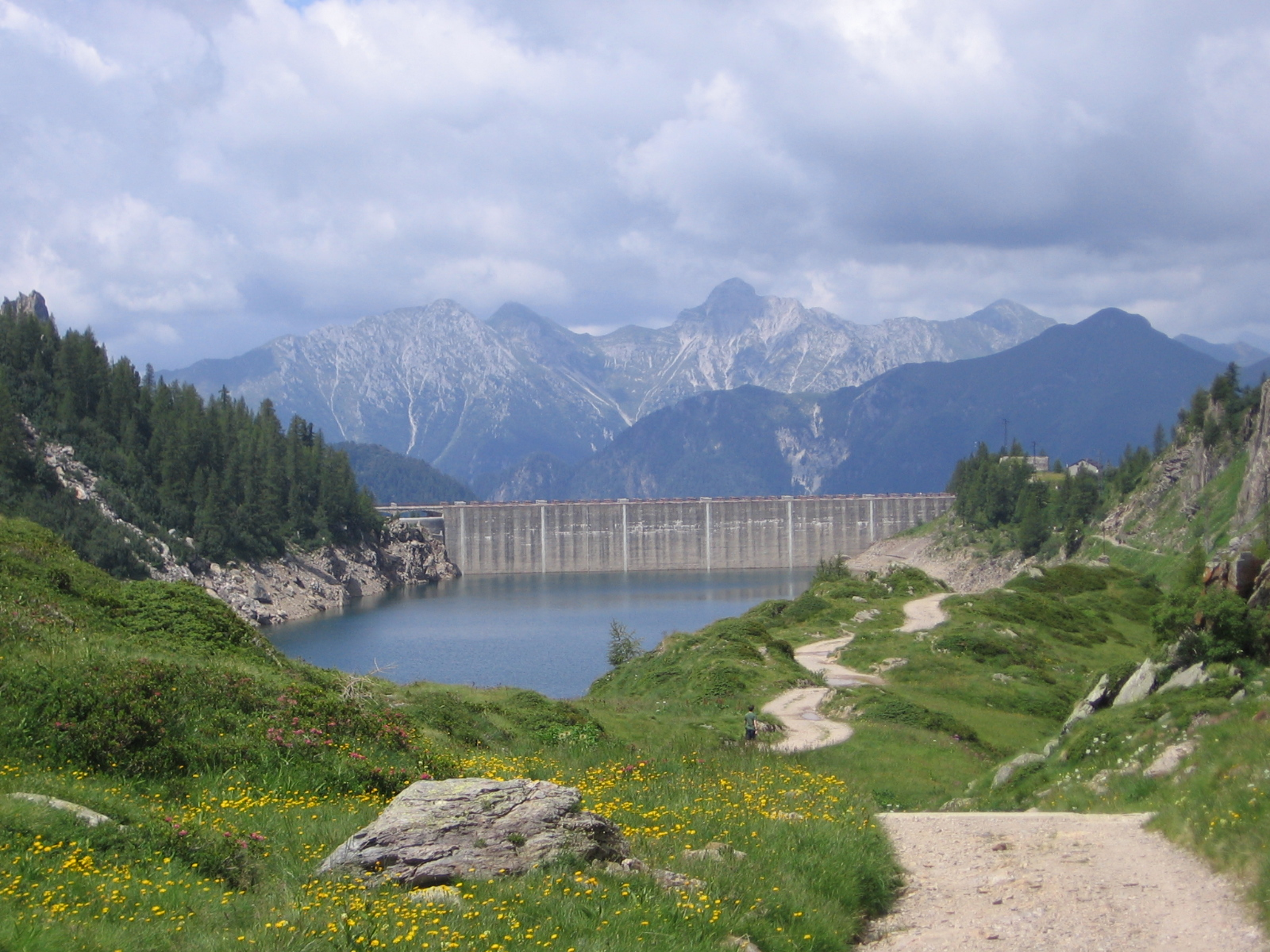
La diga vista dal Rifugio Fratelli Calvi
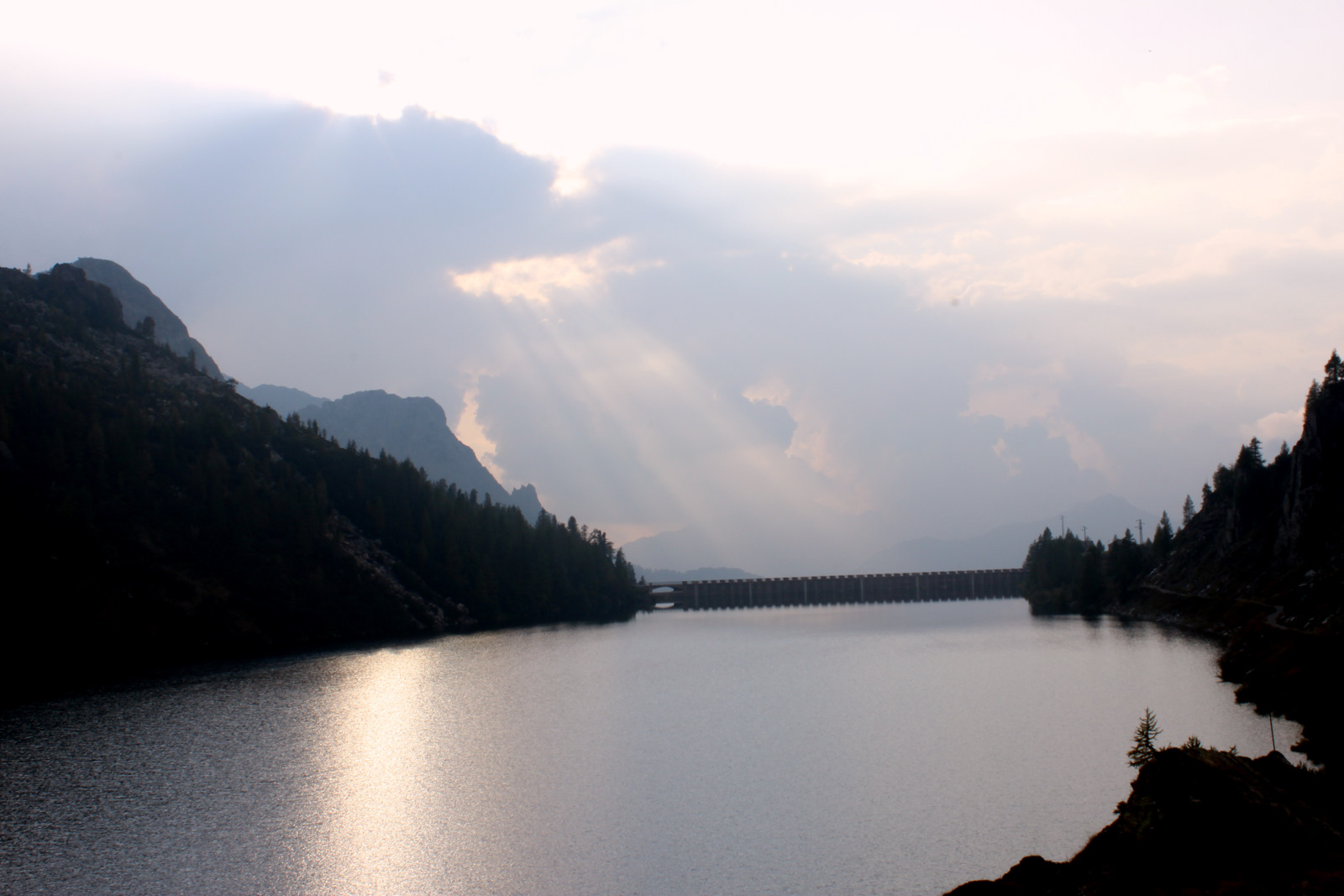
Veduta del lago
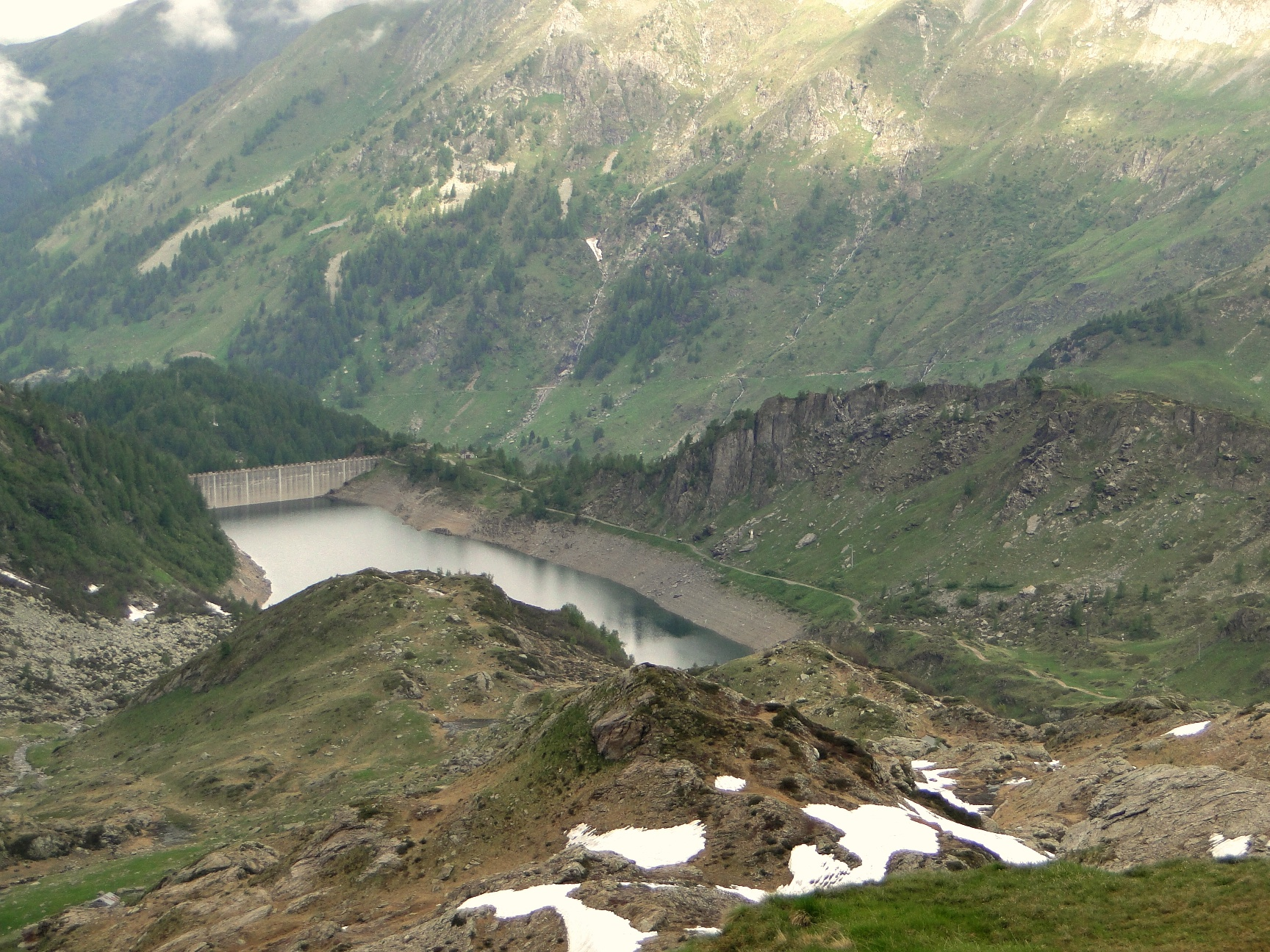
Il Lago di Fregabolgia visto dall'alto